# Ichthyococcus australis
Ichthyococcus australis är en fiskart som beskrevs av Mukhacheva, 1980. Ichthyococcus australis ingår i släktet Ichthyococcus och familjen Phosichthyidae. Inga underarter finns listade i Catalogue of Life.